# Billy il bugiardo (serie televisiva 1973)
Billy il bugiardo (Billy Liar) è una serie televisiva britannica in 27 episodi trasmessi per la prima volta nel corso di 2 stagioni dal 1973 al 1974.
È una sitcom basata sul romanzo Billy il bugiardo (Billy Liar) del 1959 di Keith Waterhouse. Un adattamento statunitense, Billy il bugiardo (Billy), interpretato da Steve Guttenberg, Peggy Pope e James Gallery, fu trasmesso sulla CBS nel 1979.

## Trama
Billy è un giovane inglese, impiegato presso un’agenzia di pompe funebri, che per sfuggire dalla monotonia delle sue giornate passa il tempo a fantasticare e raccontare bugie, per poi ritrovarsi nei guai.

## Personaggi e interpreti
- Billy Liar (27 episodi, 1973-1974), interpretato da Jeff Rawle.
- Geoffrey Fisher (27 episodi, 1973-1974), interpretato da George A. Cooper.
- Alice Fisher (27 episodi, 1973-1974), interpretata da Pamela Vezey.
- Nonna (27 episodi, 1973-1974), interpretata da May Warden.
- Barbara (27 episodi, 1973-1974), interpretata da Sally Watts.
- Mr. Shadrack (15 episodi, 1973-1974), interpretato da Colin Jeavons.
- Henderson (4 episodi, 1973-1974), interpretato da Cyril Appleton.
- Charlesworth (2 episodi, 1973-1974), interpretato da Harry Littlewood.

## Produzione
La serie fu prodotta da London Weekend Television

### Registi
Tra i registi sono accreditati:
- Stuart Allen in 11 episodi (1973-1974)
- Alan Wallis in 2 episodi (1974)

### Sceneggiatori
Tra gli sceneggiatori sono accreditati:
- Keith Waterhouse in 14 episodi (1973-1974)
- Willis Hall in 13 episodi (1973-1974)

## Distribuzione
La serie fu trasmessa nel Regno Unito dal 26 ottobre 1973 al 6 dicembre 1974 sulla rete televisiva Independent Television. In Italia è stata trasmessa dal 3 marzo 1980 sulla Rete 2 con il titolo Billy il bugiardo.
Alcune delle uscite internazionali sono state:
- nel Regno Unito il 13 settembre 1974 (Billy Liar)
- nel Regno Unito il 2 novembre 1973
- in Belgio il 25 maggio 1974
- nei Paesi Bassi il 26 maggio 1977
- in Italia (Billy il bugiardo) il 3 marzo 1980

## Episodi
| Stagione         | Episodi | Prima TV Regno Unito | Prima TV Italia |
| ---------------- | ------- | -------------------- | --------------- |
| Prima stagione   | 14      | 1973-1974            | 1980            |
| Seconda stagione | 13      | 1974                 | 1980            |

## Curiosità
- Nella versione italiana, messa in onda dalla RAI, la sigla di apertura e di chiusura è stata affidata, testo e musica ad Adelio Cogliati e Detto Mariano che ne curò anche l’arrangiamento. La voce è quella di Mario Balducci accompagnato dalla Billy’s Gang